# Veewet
De Veewet was een Nederlandse wet uit 1920 waarin het veeartsenijkundig staatstoezicht, de zorg voor de algemene gezondheidstoestand van de veestapel en de (preventieve) bestrijding van besmettelijke veeziekten werden geregeld. Ook waren er regels in opgenomen met betrekking tot doorvoerverboden en uitvoer van bepaald vlees en vleesproducten.  Het was onderdeel van het bestuursrecht en werd als rechtsgebied ondergebracht bij het agrarisch recht. Nadere regels werden gegeven bij Koninklijk Besluit (KB). De wet is per 1 februari 2006 ingetrokken in het kader van een vereenvoudiging van de landbouwwetgeving.
Vergelijkbare wetgeving in België is de Wet betreffende de bescherming en het welzijn der dieren uit 1986.

## Toezicht
Het toezicht werd uitgeoefend door ambtenaren van de Veeartsenijkundige Dienst en omvatte de zorg voor de algemene gezondheidstoestand van de veestapel; de wering en bestrijding van besmettelijke veeziekten; de wering en bestrijding van hondsdolheid bij honden en katten en de keuring van voor uitvoer bestemd vee en vlees.  De directeur van de dienst zetelde in Den Haag, in de districten waren inspecteurs werkzaam die zich lieten bijstaan door praktiserende dierenartsen.
Daarnaast bestaat sinds 1919 de Gezondheidsdienst voor Dieren (GD), een bedrijf met als doelstelling te werken voor de diergezondheid in het belang van dier, dierhouder en samenleving. Deze dienst opereert onafhankelijk van de toezichthoudende organen van de Veewet maar is sinds 2002 uitvoerder van het overheidsprogramma "Diergezondheidsmonitoring".

## Jurisprudentie
Een beginsel dat in 1933 door de Hoge Raad is vastgelegd, is dat een veearts die handelde in strijd met de Veewet maar in belang van het vee, niet onrechtmatig handelde. Het arrest is bekend onder de naam Huizense veearts.

## Andere wetgeving
Andere regels voor dierenwelzijn zijn te vinden in de:
- Wet dieren en het Besluit houders van dieren, voorheen de Wet op de dierenbescherming
- Regeling houders van dieren
- Regeling diergeneeskundigen